# Diplobodes aokii
Diplobodes aokii är en kvalsterart som beskrevs av Sandór Mahunka 1989. Diplobodes aokii ingår i släktet Diplobodes och familjen Carabodidae. Inga underarter finns listade i Catalogue of Life.